# リーダーメディアテクノ
リーダーメディアテクノ株式会社は、東京都千代田区に所在する商社。
光メディア製品、ゴルフ用品、ワインなどの輸入及び卸売を手掛けており、「Lazos（ラソス）」、「飛衛門（とびえもん）」などといった自社ブランドを展開している。

## 概要・沿革
1996年6月、有限会社黎峰商事として設立。当初は整流子の販売を手掛けていた。2004年4月にリーダーメディアテクノ株式会社に組織変更した。
光メディア製品やメモリーカード等パソコン周辺機器やスマホグッズ、ゴルフ用品、ワインなど幅広い消耗品を自社ブランドで小売店を中心に販売する。その多くは中国や台湾の工場で製造が行われている。台湾に自社工場も持つ。

## ブランド
リカー
スペイン語で「絆」を意味する「Lazos（ラソス）」ブランドでワインを取り扱っており、1962年創業のワイナリーのイタリアワイン、1636年創業のワイナリーのフランス・ドイツ・南アフリカワインを届ける。
「喜津拿（きずな）」ブランドで日本酒や本格焼酎も取り扱う。
ゴルフボール・ゴルフグッズ
「飛衛門（Tobiemon、TBE）」ブランドで、ゴルフボールやゴルフグッズ、アパレルを取り扱う。
PC・スマートフォン関連グッズ
現社名に組織変更した際、光メディア製品を手掛けるPRODISC社と代理店契約を締結し、DVDの記録メディアの販売を開始。各種記録メディアを「ALL-WAYS（オールウェイズ）」ブランドで取り扱っている。このブランドは当社初のブランドである。

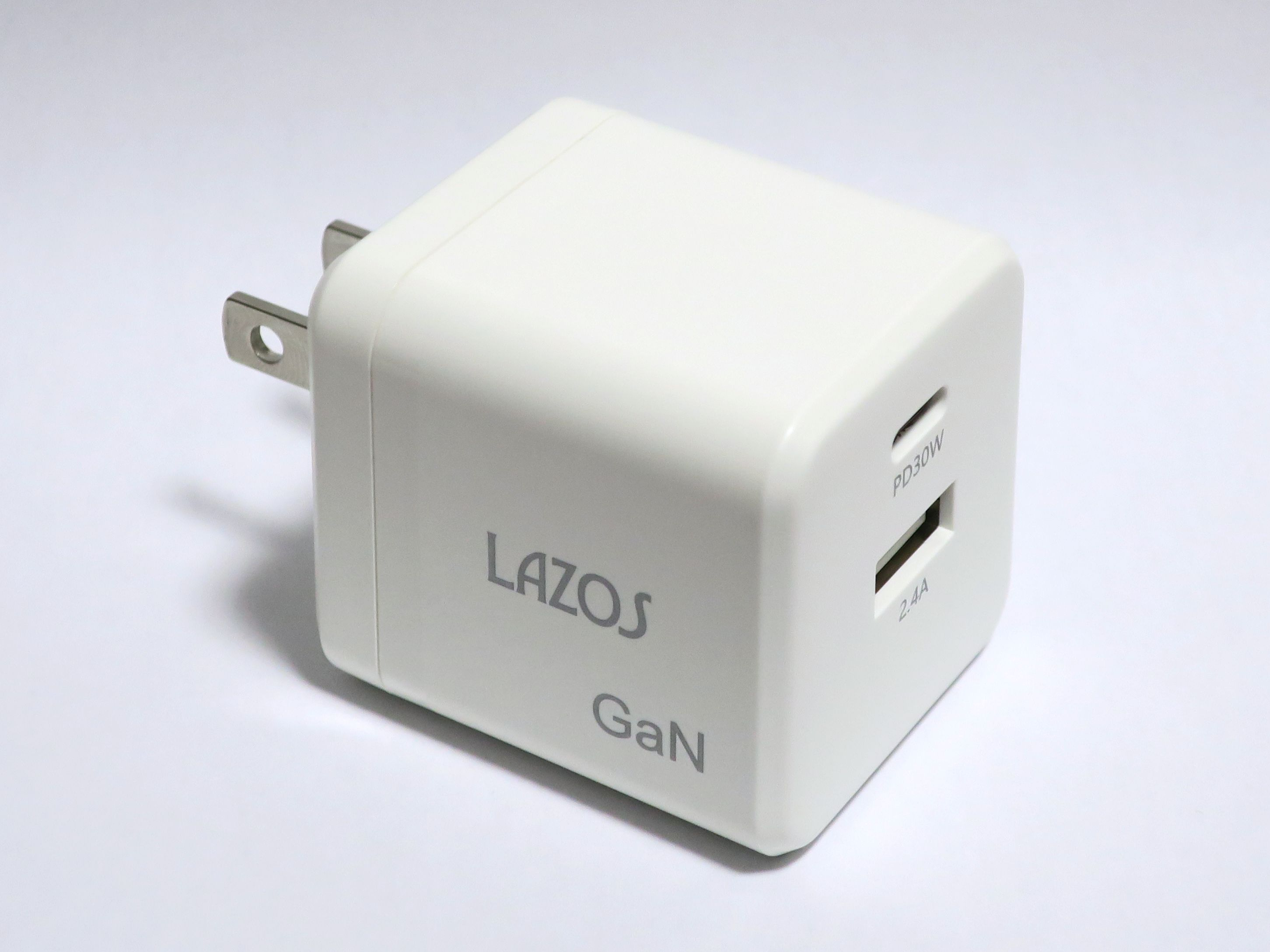
LAZOSブランドのGaN採用AC充電器

その他のPC・スマートフォン関連グッズは「Lazos」ブランドで展開している。モバイルバッテリーや、スタンド、ケーブルなどのアクセサリー類、メモリーカード（SDHC、SDXC）、アルカリ乾電池・ボタン電池、ワイヤレスイヤホンなど。更には消臭剤や除菌ウエットシートなども同ブランドで取り扱っている。